# フルトヴァンゲン

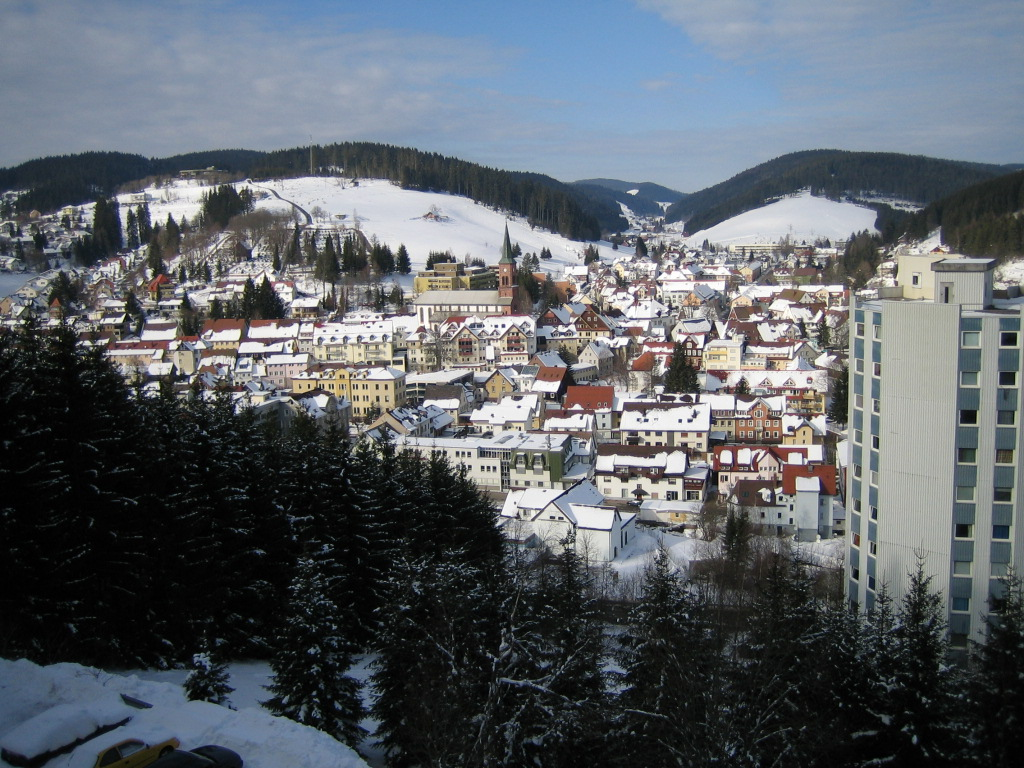
冬のフルトヴァンゲン

フルトヴァンゲン（ドイツ語: Furtwangen、アレマン語: Furtwange）は、ドイツ南西部のバーデン＝ヴュルテンベルク州に広がるシュヴァルツヴァルトと呼ばれる森の中に位置する町である。

## 地勢
ライン川に近いフライブルクから、約30km東にある。海抜850mから1150mに位置しており、バーデン＝ヴュルテンベルク州において最も高い場所にある町である。（ドイツ全体でも第二位である。）
この町からブレク川が湧き出ている。ブレク川は、ドナウエッシンゲンの近くでブリガッハ川と合流し、ドナウ川と称されるようになる（ドナウエッシンゲンに観光用のドナウの泉があるが、地理学上はドナウはその合流点から始まる。）そのため、このフルトヴァンゲンからドナウの源流が湧き出ているともいえる。

## 文化
1852年に創設されたドイツ時計博物館があり、数世紀に渡っての時計の歴史、時計を展示している。